# Libický luh
Libický luh je národní přírodní rezervace v okresech Kolín a Nymburk ležící na soutoku řek Cidliny a Labe vyhlášená 1. května 1985. NPR Libický luh je největším souvislým porostem úvalového lužního lesa v Česku o rozloze 444 ha. NPR je rovněž součástí EVL Libické luhy (v rámci programu Natura 2000), jež zaujímá celkovou rozlohu 1478,7 ha.
Území je tvořeno především lesem tvrdého luhu a je refugiem pro celou řadu organismů. Lokalita byla utvářena především dlouhým působením řeky Labe a jejím meandrováním. Značný vliv měl také člověk, který řeku reguloval, hospodařil v lese a obnažoval břehy Labe (až od pramene). Libický luh je charakteristický velkým množstvím tůní (nejen bývalými slepými rameny řeky) a jarním zaplavováním. Podobně jako v dalších lužních lesích se každé jaro les rozjasní květnatými převážně dymnivkovými koberci. V roce 1973 zde byl popsán druh orchideje kruštík polabský (Epipactis albensis). Také zde žije kriticky ohrožený listonoh jarní (Lepidurus apus) v periodicky vysychajících tůňkách.

## Lokalita
Území národní přírodní rezervace se nachází v ploché labské nivě jihovýchodně od soutoku řek Labe a Cidliny v okrese Nymburk (420,7 ha) a v okrese Kolín (23,8 ha). Hranici západní tvoří regulované koryto řeky Labe, severní hranici řeka Cidlina a hranice východní je souběžná se zástavbou obce Velký Osek. NPR Libický luh spadá do komplexu luhů mezi městy Poděbrady a Kolín, tento celý komplex je součástí EVL Libické luhy (o rozloze 1478,7 ha) a jsou v něm lokalizována také území PR Veltrubský luh, PR Tonice-Bezedná, Pňovský luh, Skupice a Huslík.Celková rozloha komplexu luhů činí 1797,5 ha a je součástí nadregionálního biocentra Polabský luh.

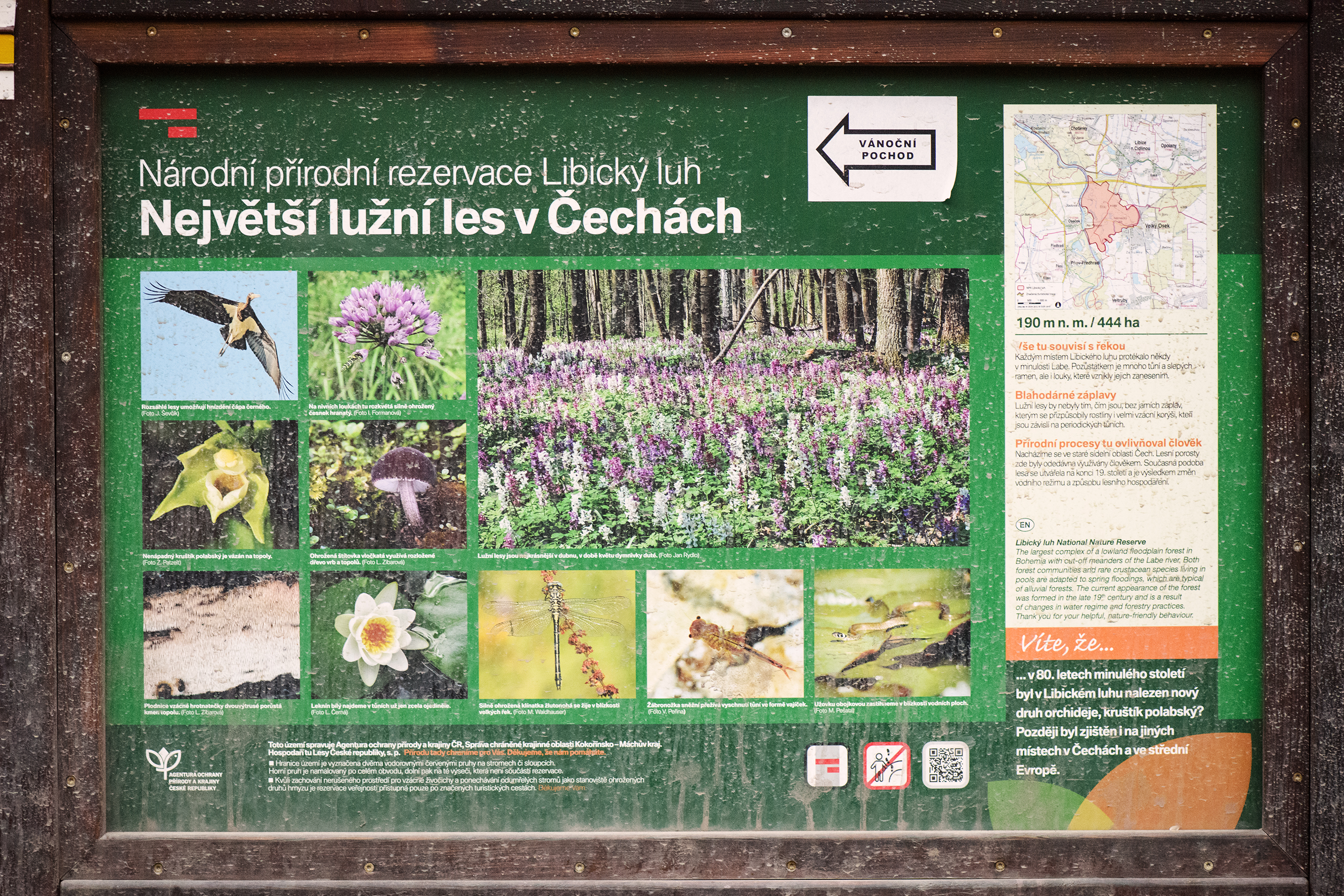
Souhrnná informační tabule při vstupu

Dle geomorfologického členění patří NPR do celku Středolabská tabule, podcelku Nymburská kotlina. Dříve velice dynamický mokřadní systém je dnes omezen pouze na tyto plochy trvale udržující komunikaci s hlavním tokem Labe: jedno slepé rameno na severozápadní hranici území, Staré Labe (část původního koryta Labe) v jižní části lokality a potok Bačovka. Vliv řek se promítá do ostatních míst závislostí na výšce podzemní vody. Zmiňme některé názvy vodních ploch – Malý Přerov; Bajkal, Grábnerevo rameno (jež je název zmiňovaného slepého ramena), Severní Kostelec či Kostelec.

## Historie
Historicky bylo území formováno především meandrující řekou Labe. První osady a s nimi ovlivňování krajiny člověkem vznikaly již od 6. století. V 9. a 10. století v blízkosti Libického luhu bylo lokalizováno významné sídlo rodu Slavníkovců. Toto zapříčinilo zvýšené využívání krajiny od této doby. Na základě determinace dřevěných uhlíků bylo rekonstruováno tehdejší složení lesa, což nám umožňuje vhled do dávné historie území. Z výsledků bylo určeno, že v této době byly na území libických luhů převážně jilmové doubravy. Toto složení indikuje nízké jarní záplavy. Rozsáhlé záplavy se zde začaly nejspíše objevovat až po odlesnění povodí řek, jež snížilo jejich retenční schopnost. K čemuž docházelo od 13. století (např. z důvodu těžby dřeva pro stříbrné doly v Kutné Hoře).
Současná rozloha lesů představuje asi jednu desetinu původní rozlohy. Lesy byly součástí poděbradského panství a v roce 1593 bylo provedeno první geometrické zaměření lesů. Již přibližně stejně velký rozsah lesů (cca 490 ha) jako v současnosti dokládá dokument z roku 1743 či vojenské mapy z let 1764 až 1768, kde se objevuje název Libitzer Au. Roku 1819 bylo také prokopáno koryto a došlo k oddělení Pňovského luhu. Tím počala regulace řeky Labe. Od 30. let 19. století byly na panství vysazovány duby, jasany, jilmy, olše, ale i modříny či borovice vejmutovky. Po roce 1896 byl les převeden z lesa nízkého na les vysoký. Později na počátku 20. století došlo k další regulaci toku z důvodu splavnění a omezil se vliv povodní na pravidelnou tvorbu a obnovu tůní. Odpojila se také slepá ramena, došlo k poklesu hladiny podzemní vody a ekologické podmínky byly značně změněny. S tímto vším je spojeno snížení biodiverzity bezobratlé fauny (jež je zdokumentována) a transformace měkkého luhu na tvrdý.
Mezi jedněmi z prvních botaniků (některé práce ale sahají až do roku asi 1820) dne 26. 7. 1901 navštívil pro botanický průzkum Libický luh mladý botanik Theodor Novák (syn spisovatelky Terezy Novákové), ale jižně od tůně Bajkal, kde najdeme dvě menší tůňky, se v té jižnější utopil. Koncem 70. let 20. století začalo na území intenzivní hnojení všech lesních luk minerálními hnojivy. Rokem 1985 byla zničena nejcennější louka v Libickém luhu (Německá louka) vybudováním vodní nádrže, rozprostřením písku na zbytek louky a zavezením nejvlhčí části louky. V letech 1985 až 1991 probíhala v severní části rezervace stavba dálnice. Zničeny tím byly lokality Malý Přerov, Křižánkův dolík a Mejto. Dálnicí byla rovněž narušena celistvost, nicméně průchod pod mostem přes Labe a průchod ve východní části na červené turistické značce zajišťují migrační prostupnost. Do roku 2006 zde dálnice D11 také končila, nyní je vedena dále směrem na Hradec Králové.

## Přírodní poměry
Území leží na geologickém podkladu nezpevněných nivních sedimentů – hlíny, písky a štěrky, které jsou fluviálního původu, holocenního stáří. Půda je tvořena mocnými fluvizeměmi a výplněmi mrtvých labských ramen. Fluvizemě glejové převládají. Nicméně v slepých ramenech, kde již proběhla, či je výrazná sukcese, dominují mokřadní půdy – hnilokaly a sapropely.
Roční průměrná teplota je zde 8,5-9 °C, průměrný roční úhrn srážek 560 mm. Oblast patří k nejteplejším v Česku. Rozložení teplot a srážek odpovídá dlouhému teplému suchému létu, krátké mírné teplé suché až velmi suché zimě s velmi krátkým trváním sněhové pokrývky a velmi krátkým přechodným jarním a podzimním obdobím. Tvrdé luhy nížinných řek zaujímají 66 % chráněného území, nachází se na místech, kde je hladina podzemní vody většinu roku více než 1 metr pod půdním povrchem. Jsou zaplavovány na jaře, po regulaci Labe již ne každoročně.

### Flora
Dřeviny
Z pohledu složení jednotlivých druhů stromů dominuje dub letní (Quercus robur) (asi 50 %) a je výsledkem cíleného pěstování. Jasan ztepilý (Fraxinus excelsior) zastupuje asi 13 % a dále je místy silně zastoupena olše lepkavá (Alnus glutinosa). Dříve četné, přirozeně se zde vyskytující jilmy téměř vymizely (2. polovina 20. století) z důvodu grafiózy. Původní stromy topol černý (Populus nigra) nebo jabloň lesní (Malus sylvestris) se vyskytují jen výjimečně, ale v plánu péče je jim věnována mimořádná pozornost a je v něm zahrnuta snaha o záchranu těchto druhů. Významné je ale zastoupení topolu kanadského (Populus × canadensis) (5 %), který je zde nepůvodní, společně s dubem červeným (Quercus rubra) a dubem cerem (Quercus cerris L.) (které se zde také vysazovaly). Jako nepůvodní prvek se v lokalitě vyskytují také jehličnany (smrk, borovice, modřín), jejich podíl (ze všech stromů) se pohybuje okolo 3 %.
Na území je velké množství porostů starších 100 let, ale jen ojediněle se vyskytují jedinci starší 130 let, z důvodu intenzivních převodů lesa nízkého koncem 19. století.
Byliny

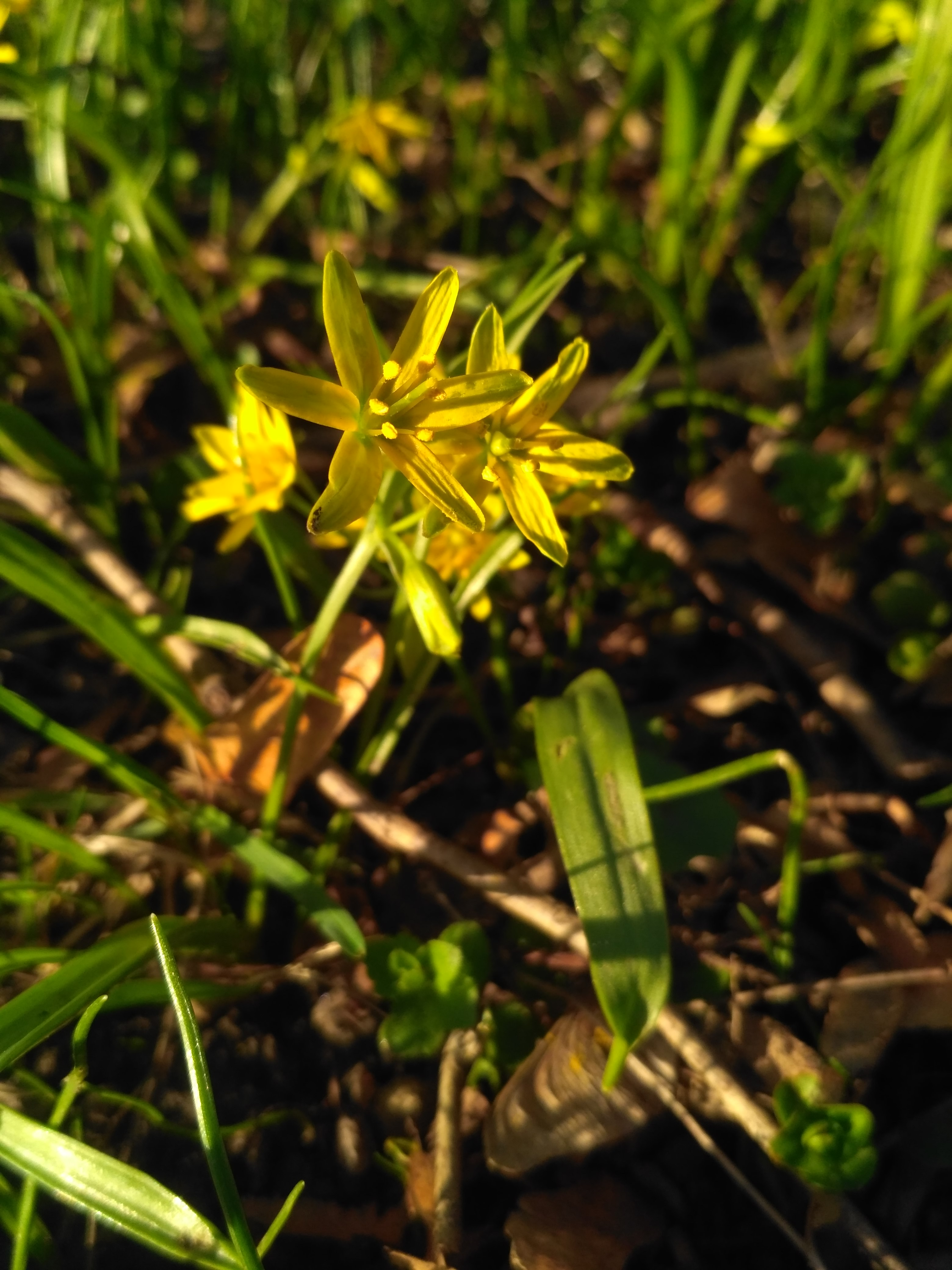
Křivatec žlutý (Gagea lutea), prvek jarního luhu

Specifikum lužních lesů jsou bohaté, květnaté, jarní barevné koberce. Především je utváří dymnivka dutá (Corydalis cava), ale i celá řada dalších květin jako např. plicník tmavý (Pulmonaria obscura), sasanka hajní a pryskyřníkovitá (Anemone nemorosa, A. ranunculoides), křivatec žlutý (Gagea lutea), rolní (G. villosa) a nejmenší (G. minima) nebo nenápadná pižmovka mošusová (Adoxa moschatelina). V létě zde najdeme hlavně nitrofilní druhy jako kopřiva dvoudomá (Urtica dioica), hluchavka skvrnitá (Lamium maculatum) či bršlice kozí noha (Aegopodium podagraria), druhy mezofilních lesů jako čistec lesní (Stachys sylvatica), bažanka vytrvalá (Mercurialis perennis) nebo čarovník pařížský (Circaea lutetiana) a z travin například válečka lesní (Brachypodium sylvaticum) či srha hajní (Dactylis polygama).
V létě je zde možno objevit kruštík modrofialový (Epipactis purpurata). Další kruštík – kruštík polabský (Epipactis albensis), jež má u jižního okraje louky Na cestě svůj locus classicus (lokalitu, na níž byl poprvé popsán), je jedním z autogamických druhů kruštíku, který zde byl popsán až v roce 1978 J. Rydlem a H. Novákovou. Nejprve byl považován za endemický druh České republiky, později bylo zjištěno, že se vyskytuje v celé střední Evropě, ale Česká republika se dá považovat za centrum rozšíření. 

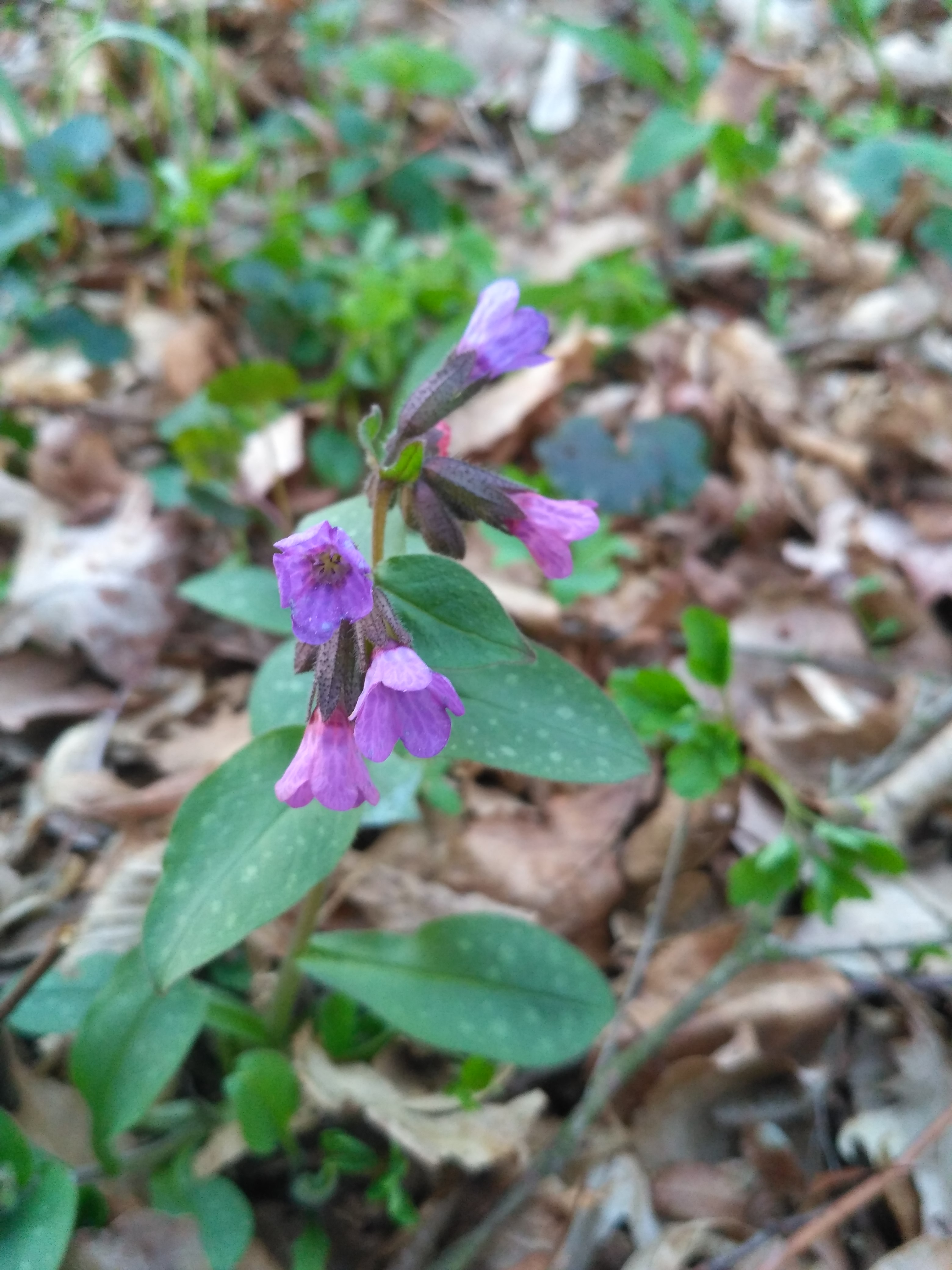
Plicník lékařský (Pulmonaria officinalis), prvek jarního luhu

Kruštík polabský má silnou mykorrhizní vazbu na porosty topolů (i těch nepůvodních) a kvete v srpnu až v říjnu. V olšinách můžeme také vzácně narazit na pryskyřník velký (Ranunculus lingua) a vrbinu kytkokvětou (Lysimachia thyrsiflora).
Mimo lesní biotopy také narazíme na zajímavé druhy. V mělčích, i zastíněných, tůních je to žebratka bahenní (Hottonia palustris). V osluněných hlubších tůních je to pak leknín bělostný (Nymphaea candida) a leknín bílý (N. alba). Na aluviálních psárkových loukách můžeme najít pryskyřník plazivý (Ranunculus repens), pryskyřník prudký (R. acris), kakost luční (Geranium pratense), krkavec toten (Sanguisorba officinalis), řeřišnici luční (Cardamine pratensis), kostival lékařský (Symphytum officinale) a další. Na loukách kontinentálně zaplavovaných můžeme najít hrachor bahenní (Lathyrus palustris), jarvu žilnatou (Cnidium venosum), česnek hranatý (Allium angulosum) nebo žluťuchu žlutou (Thalictrum flavum). V rákosinách lze vzácně narazit na ožanku čpavou (Teucrium scordium).

### Fauna
Rozsáhlé lužní lesy jsou v současné polabské zemědělské krajině jedním z posledních míst pro život spousty živočichů. Měkkýšů se tu vyskytuje přes 70 druhů. Například hrachovka kulovitá (Pisidium globulare), okružanka mokřadní (Sphaerium nucleus) či velevrub malířský (Unio pictorum). Evropsky významný a velice vzácný svinutec tenký (Anisus vorticulus) již patřil k vyhynulým, ale proběhla reintrodukce do několika nově vytvořených tůní. V mělkých periodických tůňkách je možné na jaře spatřit korýše žábronožku sněžní (Eubranchipus grubii) a vzácně listonoha jarního (Lepidurus apus).
K dalším významným druhům patří xylofágní hmyz. Výskyt kriticky ohroženého páchníka hnědého (Osmoderma eremita) není v roce 2017 doložen, ale je pravděpodobný. Mezi další ojediněle se vyskytující patří roháč obecný (Lucanus cervus), dále například zdobenec skvrnitý (Trichius fasciatus). Těmto ani dalším hmyzím druhům ale nevyhovuje hustý porost a jeden z hlavních důvodů jejich strádání je také nízké zastoupení ekotonálních stanovišť.
Příkladem vyhynulých vzácných druhů jsou dva druhy motýlů – jasoň dymnivkový (Parnassius mnemosyne) a hnědásek osikový (Euphydryas maturna). Oba zde byly naposledy pozorovány v 90. letech 20. století pro jasoně to byla jeho poslední známá populace v Čechách. Hnědáska osikového, který byl považován také za vymřelého v Čechách se podařilo zachránit na lokalitě PR Dománovický les, kde byl objeven a okolo roku 2016, zde byla sledována stálá, ale velice zranitelná populace asi 150 jedinců. V plánu péče je zahrnut program na reintrodukci hnědáska do NPR Libický luh.
Z obratlovců se zde vyskytují například obojživelníci, konkrétně se tu nachází větší populace skokana štíhlého (Rana dalmatina), kriticky ohroženého skokana skřehotavého (Rana ridibunda), na této lokalitě silně ohroženého čolka velkého (Triturus cristatus) nebo kuňku ohnivou (Bombina bombina), o níž jsou poslední údaje ale z roku 2002. Také se tu nachází vzácnější druhy ptáků jako je lejsek šedý (Muscicapa striata), strakapoud prostřední (Dendrocopos medius) nebo čáp černý (Ciconia nigra).

## Ochrana
Na území NPR Libický luh má dosud negativní vliv řada činností. V minulosti byly například větší tůně poškozeny rybářstvím (hnojením a vysazováním býložravých druhů ryb) nebo mysliveckým chovem polodivokých kachen. Existence biotopu je ale ohrožována v první řadě přirozenými procesy sukcese. Obnova tůní přirozenou cestou je vyloučena (následkem regulace řek). Proto se v letech 2011, 2012 a 2013 v místech zazemněných meandrů mechanicky obnovilo několik tůní. Tato mechanická obnova tůní je velice důležitá nejen v lokalitě Libický luh, ale také v okolí, kde se někdy potýká s byrokratickými problémy. Zdařilý management ale proběhl na lokalitě Malý Přerov, jedné z v minulosti nejcennějších lokalit, jež byla zavezena odpadem při stavbě dálnice. Rovněž v důsledku samovolné sukcese (a zastínění) zde téměř zcela vymizela cennější vegetace. V roce 2011 však došlo k odbahnění a lokalita se velmi rychle obnovila a stala se opět velice cennou. Toto může být vzorový příklad, že takovéto revitalizace jsou pro zdejší lokality velice žádoucí. V roce 2013 a 2014 také proběhla chemická likvidace křídlatky japonské (Reynoutria japonica), nejspíše zdařile, ale lokality je potřeba nadále monitorovat.
Cíl ochrany podle plánu péče na období 2016–2024 je zvýšení prostorové a věkové diverzity lesní porostů a zaměření se na přirozené druhové skladby ustupujících dřevin (jilm vaz (Ulmus laevis, syn. Ulmus effusa), topol černý (Populus nigra) a další). Také zvýšení podílu tlející dřevní hmoty v porostech (stojící i ležící). Dále postupná likvidace nepůvodních dřevin (s výjimkou hybridních topolů, na něž je vázán ohrožený kruštík polabský (Epipactis albensis)). Dalším cílem je zachování biodiverzity vázané na vodní plochy (slepé a mrtvé ramena, rozmanité tůně) – jak toho docílit již bylo zmiňováno výše. A zachování stávajících mokřadních a lučních enkláv nacházejících se v lesním území, spolu s rozvojem populací, na tyto biotopy vázaných, ohrožených druhů fauny i flóry.
Ochrana přírody zde ale často ustupuje před jinými zájmy. Také louky trpí absencí kosení, jež se projevuje porostem třtiny křovištní (Calamagrostis epigejos) a rákosu (Phragmites). Chybí také lesní světliny, což způsobilo vymření vzácných motýlích druhů – jasoně dymnivkového (Parnassius mnemosyne) a hnědáska osikového (Euphydryas maturna), což je dáváno do souvislosti s převodem na hospodářský tvar vysokého lesa. Ohledně hnědáska osikového je však na plánu repatriace, jež je vázána na vytvoření vhodného biotopu a 10% zastoupení jasanu ztepilého (Fraxinus excelsior).

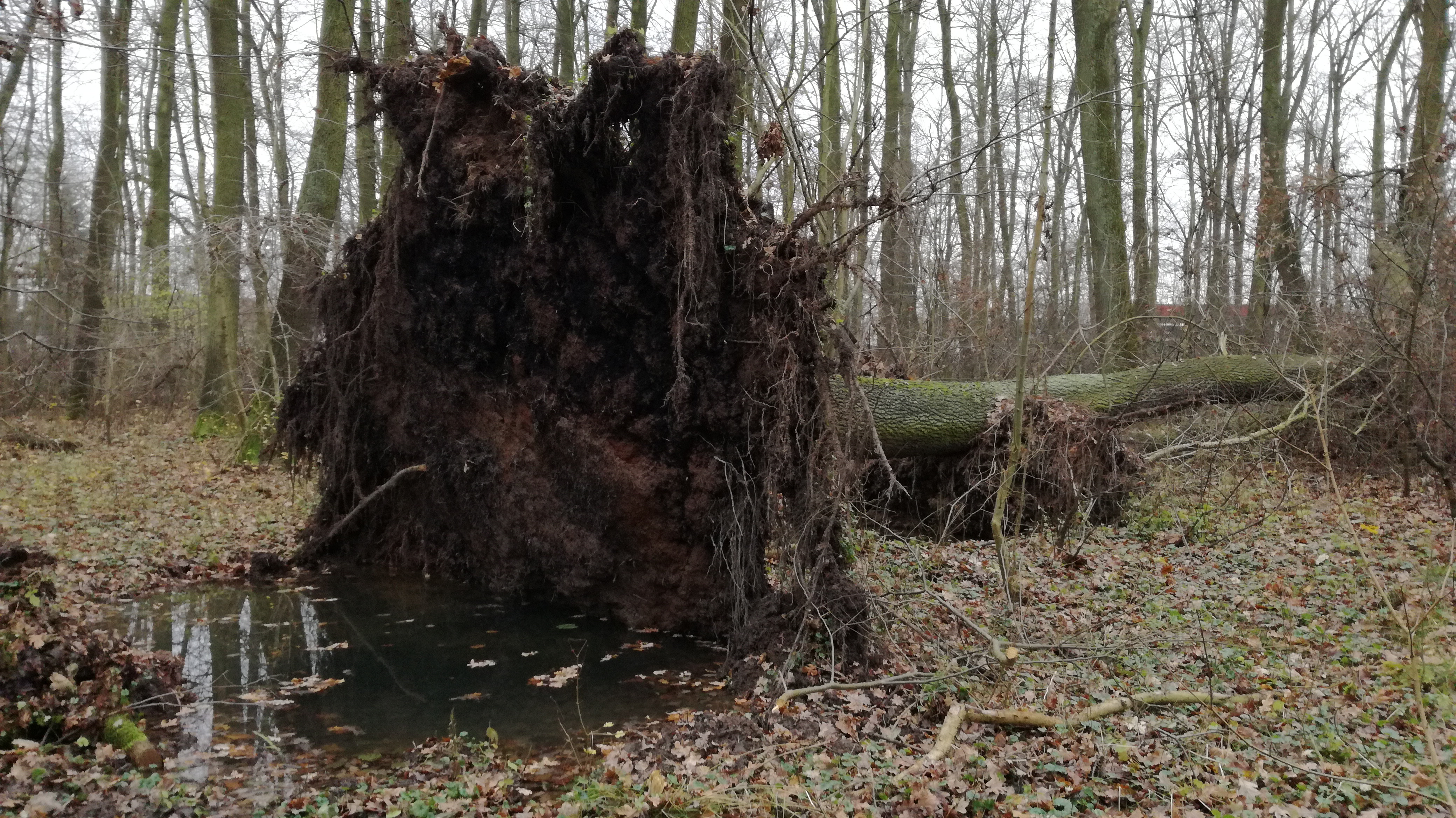
Bezzásahová lokalita Havrany, Libický luh

Území spadá do správy CHKO Kokořínsko.

### Vývoj ochrany území
Od roku 1972 byla poprvé chráněna jako státní přírodní rezervace Pátecká a Mísy část tohoto území. Tyto části o velikosti přibližně 7 ha, zahrnovaly Páteckou louku, mrtvé rameno Velká mísa, tůň Malá mísa a těsně přiléhající lesní porost. Roku 1978 pak byly získány souhlasy od majitelů a uživatelů území pro zřízení celistvější přírodní rezervace. Následně roku 1985 byl zřízen chráněný přírodní výtvor Libický luh již o rozloze 410 ha.
Roku 1992 byl přijat nový zákon o státní ochraně přírody Českou národní radou a rezervace Libický luh byla převedena do kategorie NPR podle tohoto zákona (nejvyšší stupeň „ochrany“ maloplošných území). Od roku 2005 se rozšířená lokalita také stala součástí programu Natura 2000, konkrétně EVL Libické luhy (o celkové rozloze 1478,7 ha). V roce 2008 bylo území Havrany (velikosti 31,3 ha) ponecháno jako bezzásahová zóna, monitoring provádí VÚKOZ.

## Turismus
Za navštívení NPR Libický luh určitě stojí v období jara. Při návštěvě autem je možné využít dálnici D11 z Prahy směrem na Hradec Králové a sjet exitem na Velký Osek. Ve Velkém Oseku také zastavuje vlak a směrem do Libického luhu vede od nádraží žlutá turistická značka. Středem rezervace prochází pak červená turistická značka. Obě trasy jsou asfaltové a sjízdné na kole. Občerstvení je možné ve Velkém Oseku či v Libici nad Cidlinou, kde je možné navštívit Slavníkovské hradiště.

## Fotogalerie

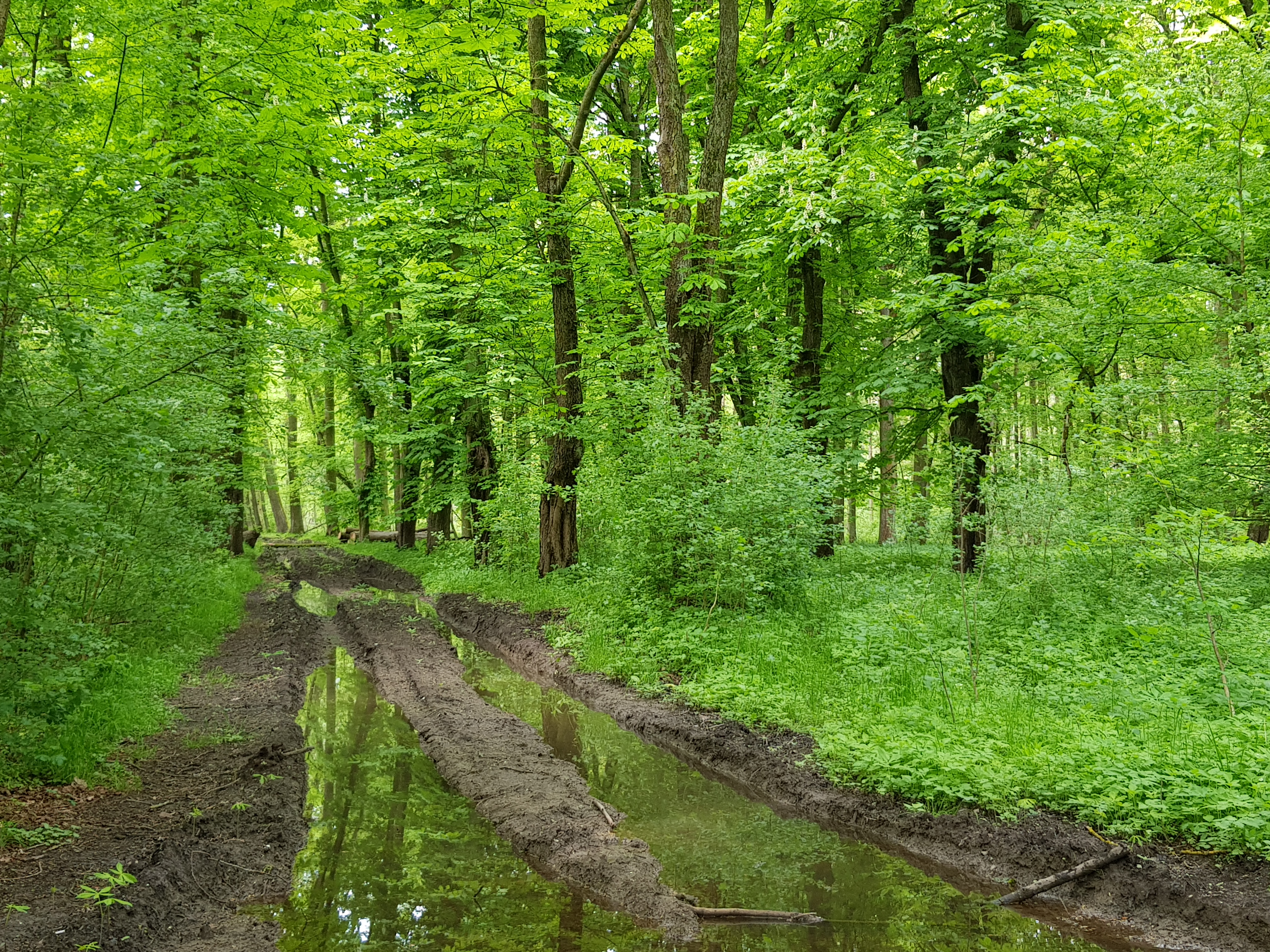
Jedna z lesních cest
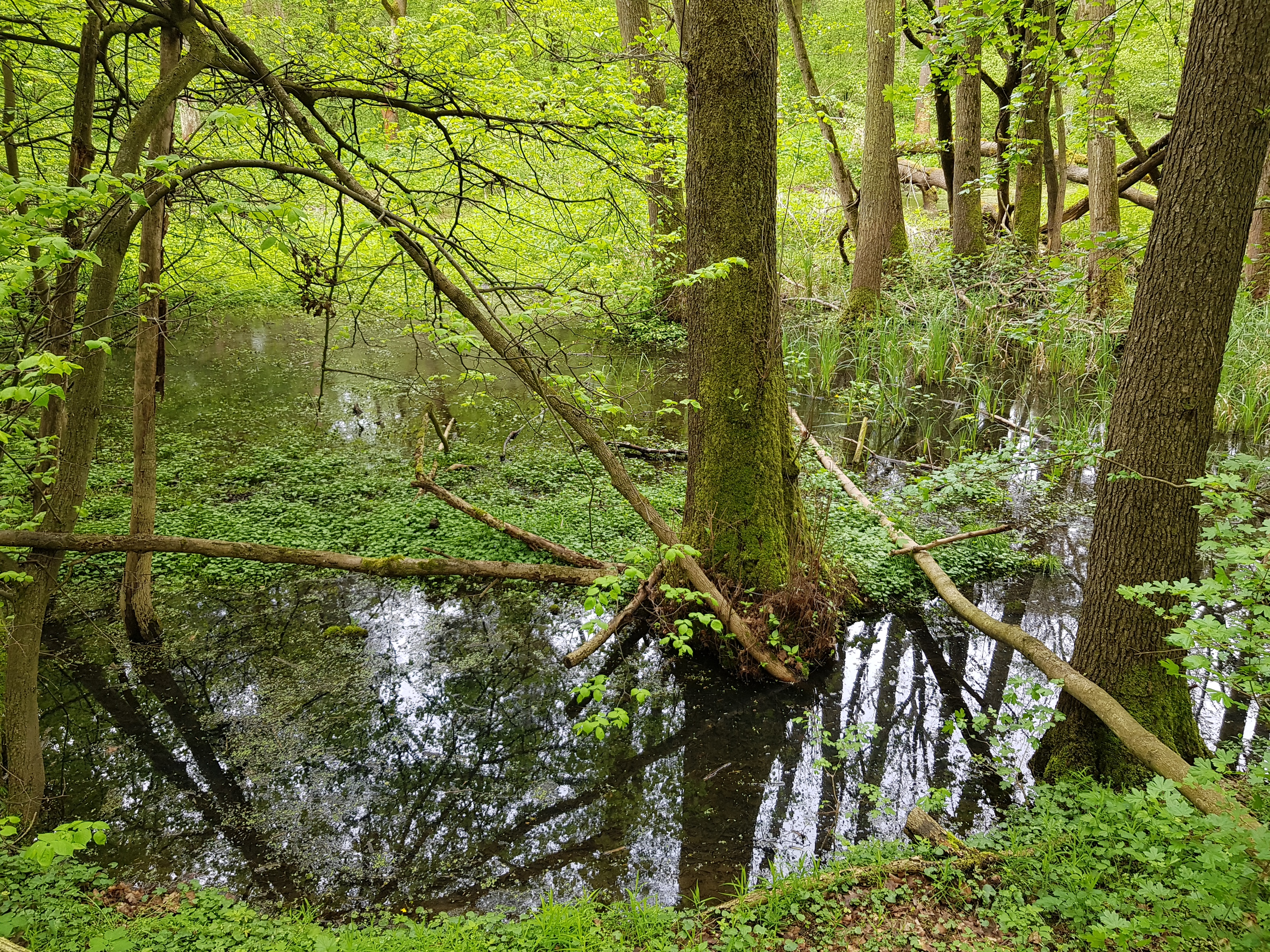
Lužní les v části zvané Stáj
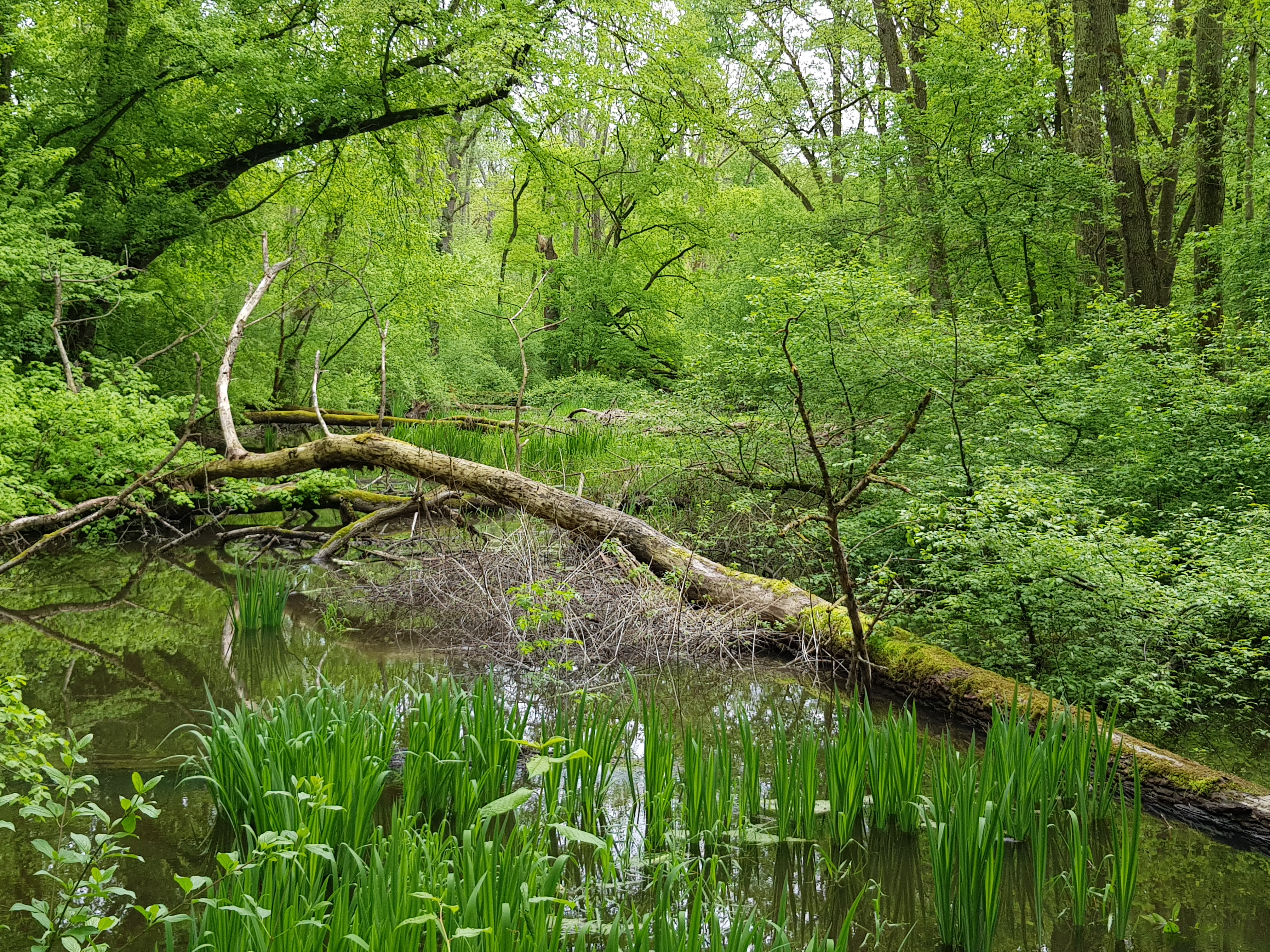
Tůň v části zvané Spálenka
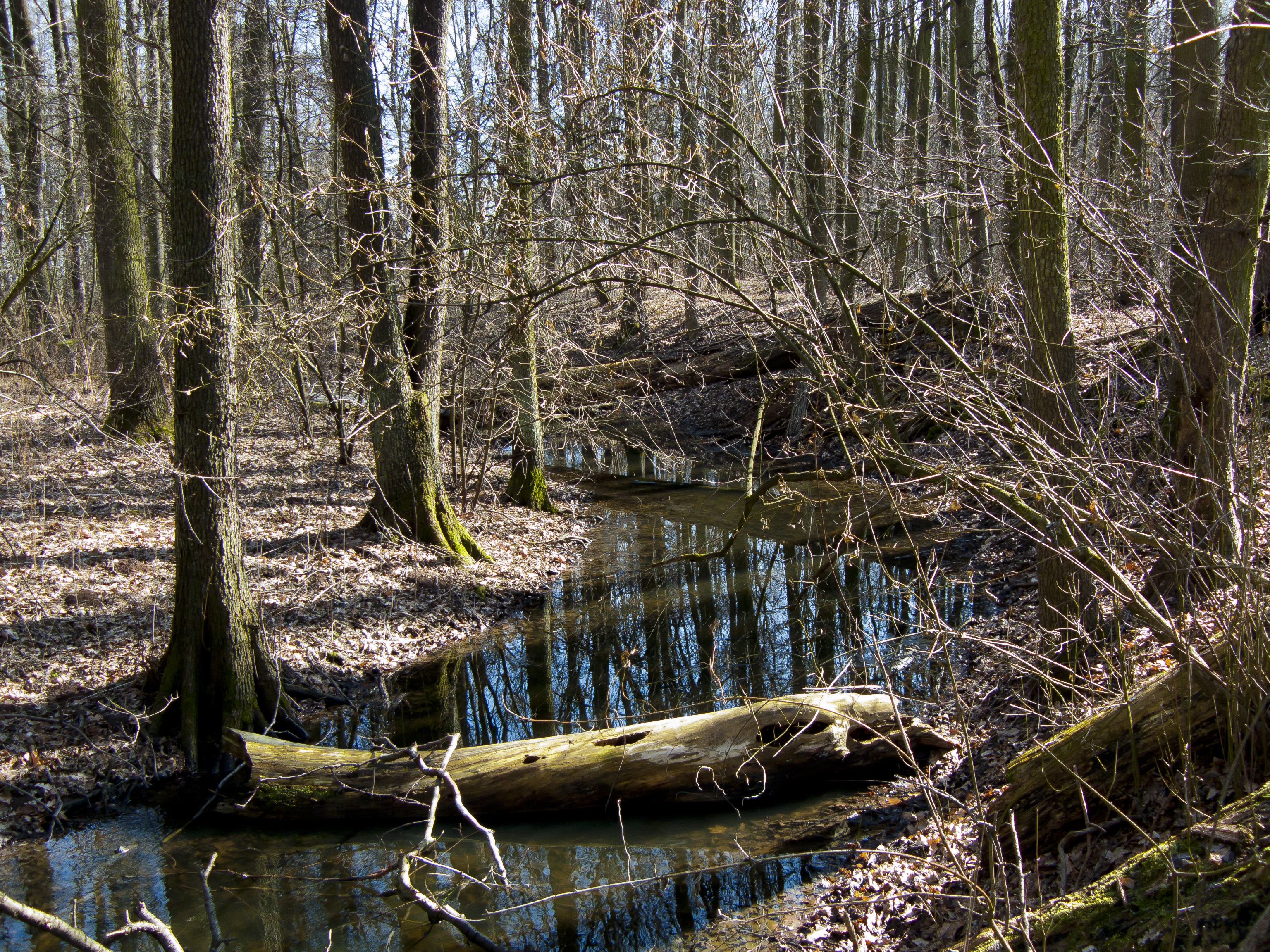
Bývalé koryto řeky
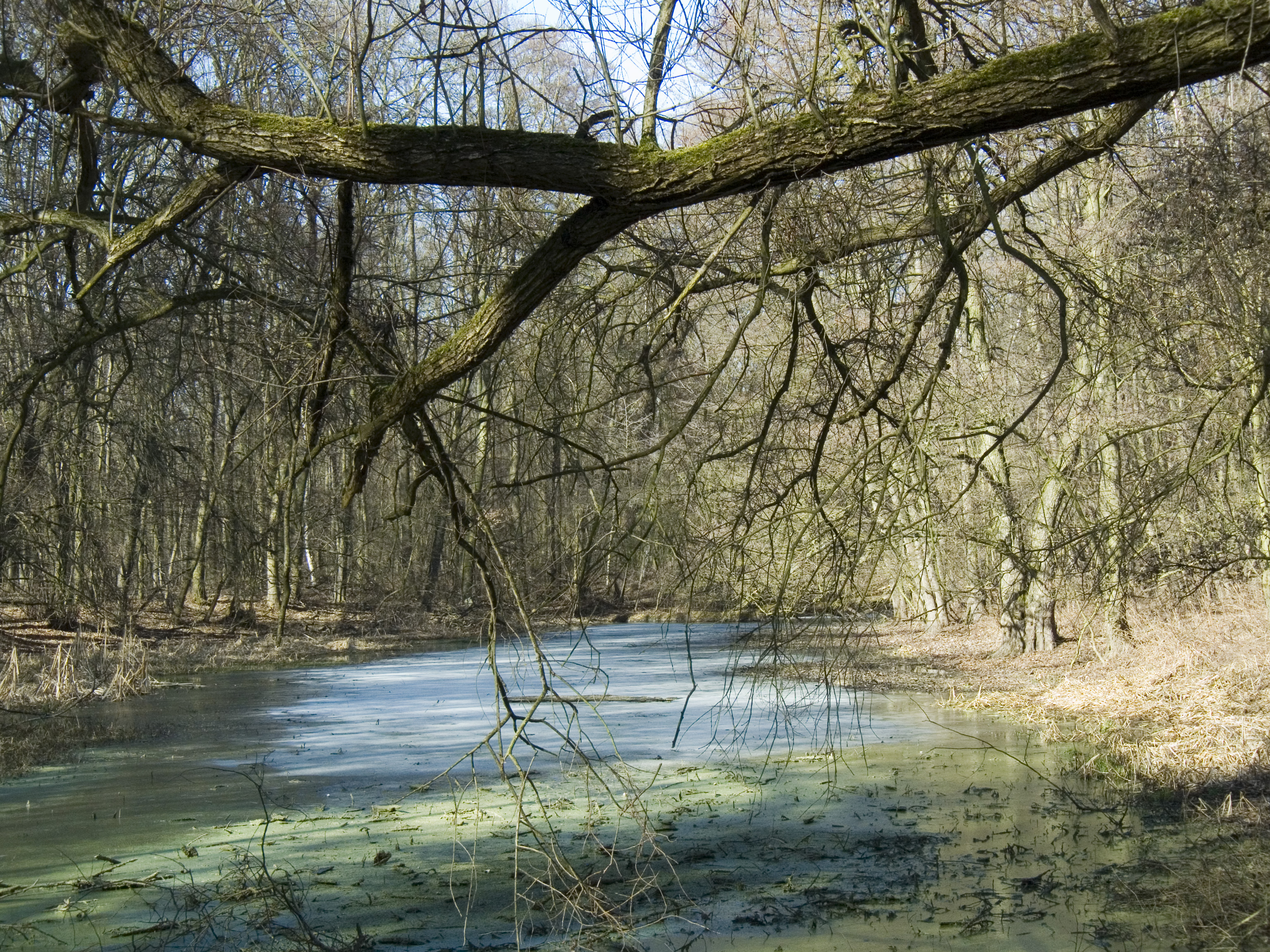
NPR Libický luh
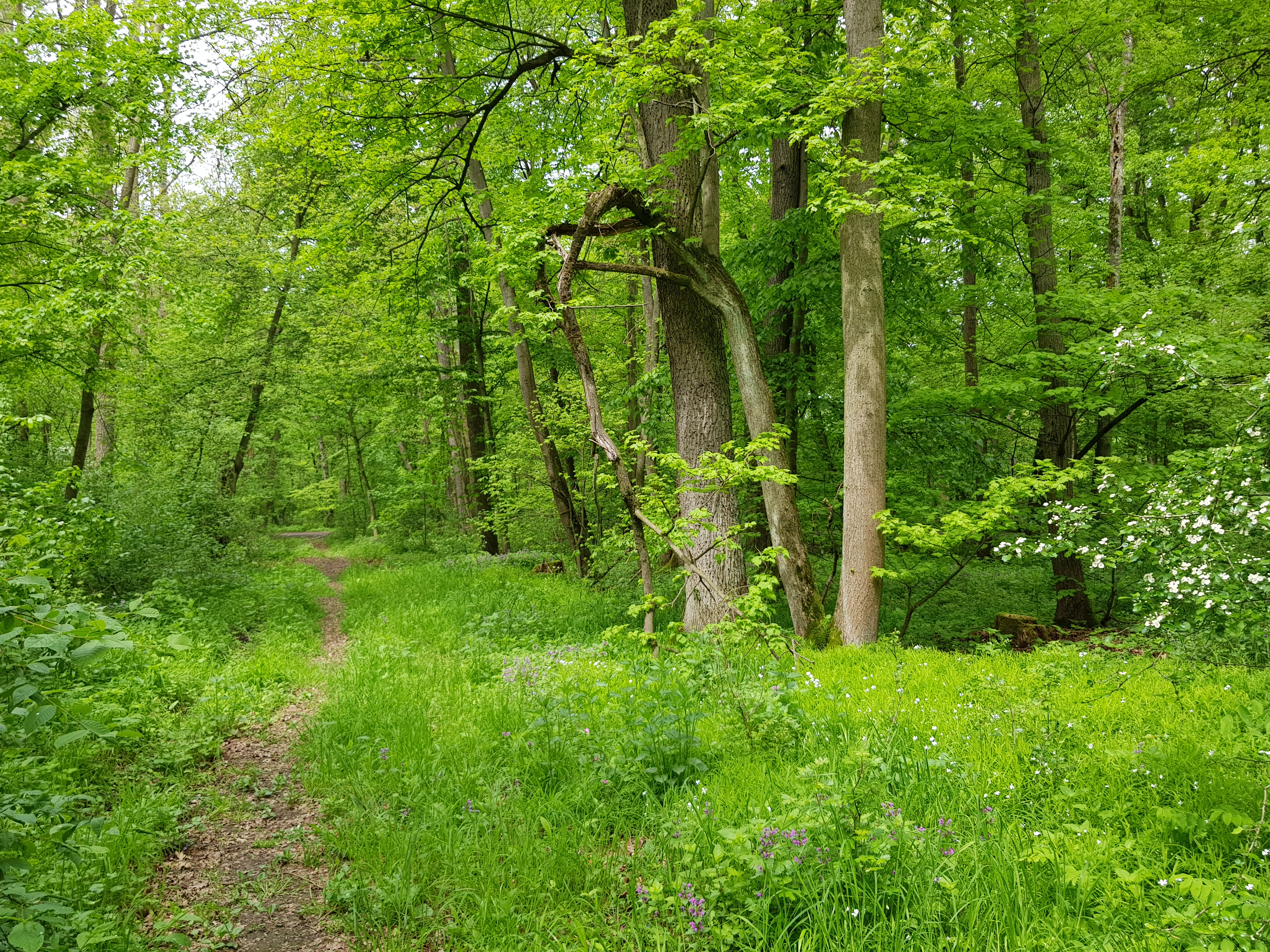
Les poblíž žluté značky k osečeckému přívozu
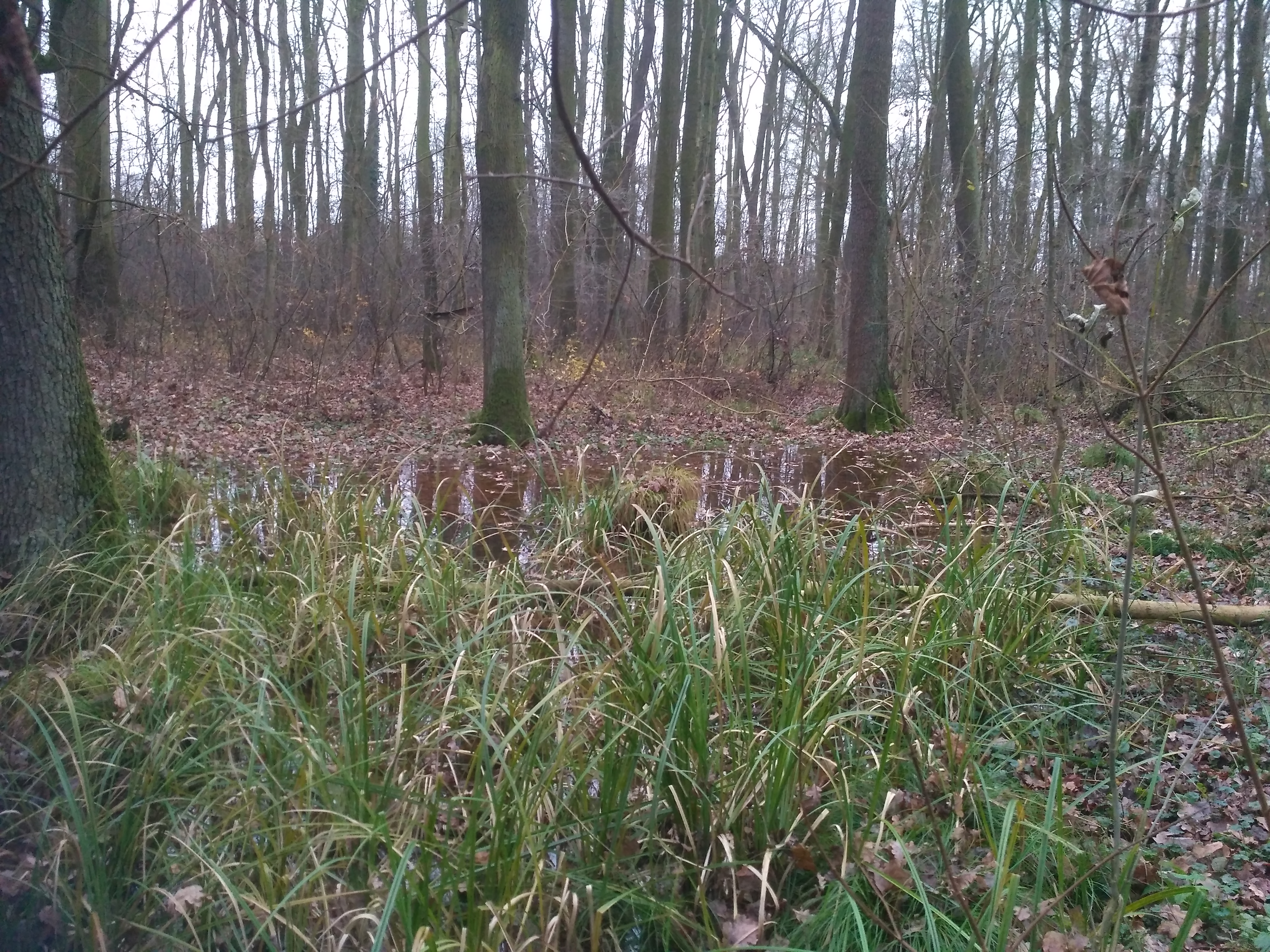
Pohled do Libických luhů ke konci listopadu
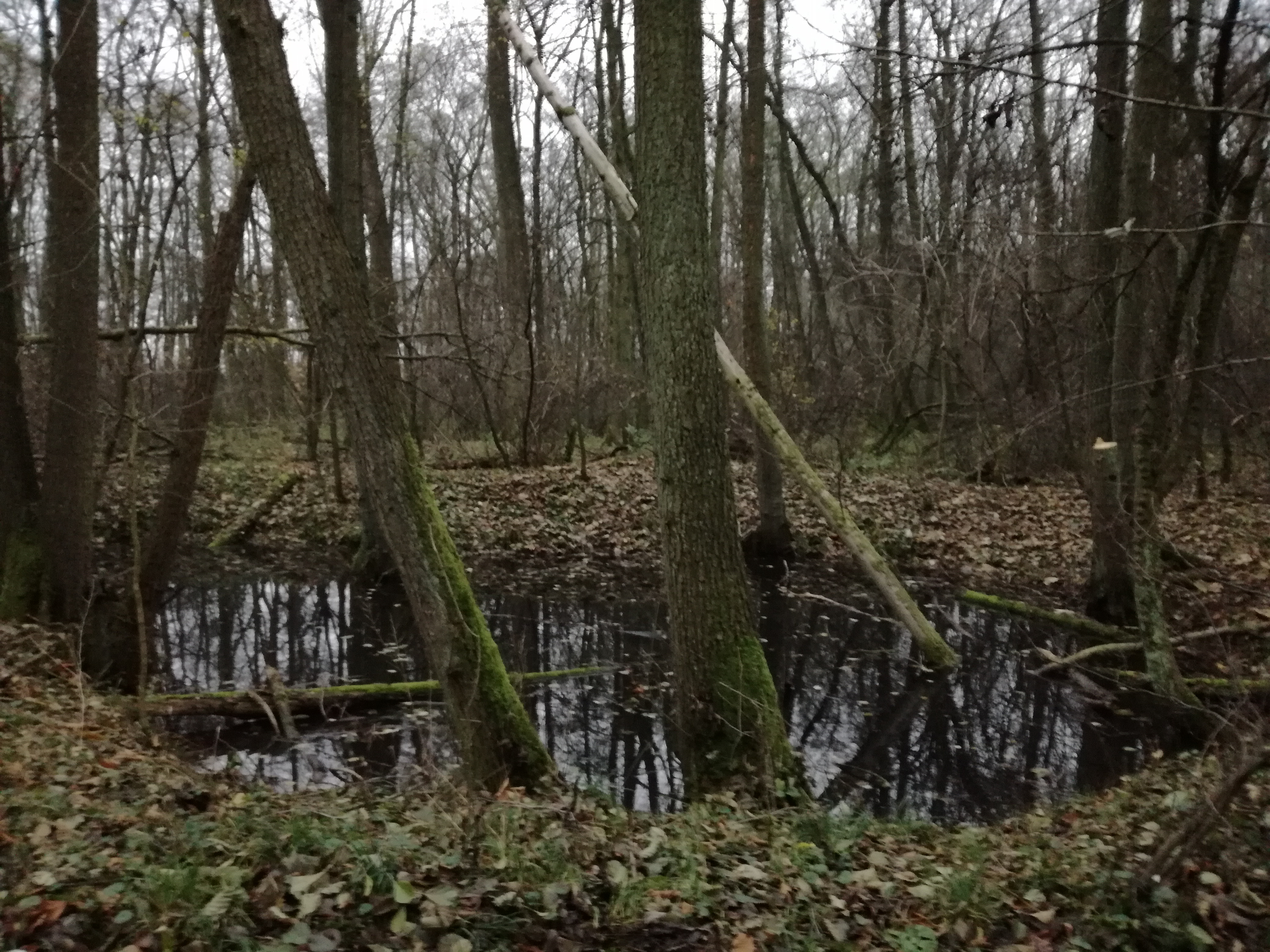
Tůň v bezzásahové části Havrany se spadanými stromy
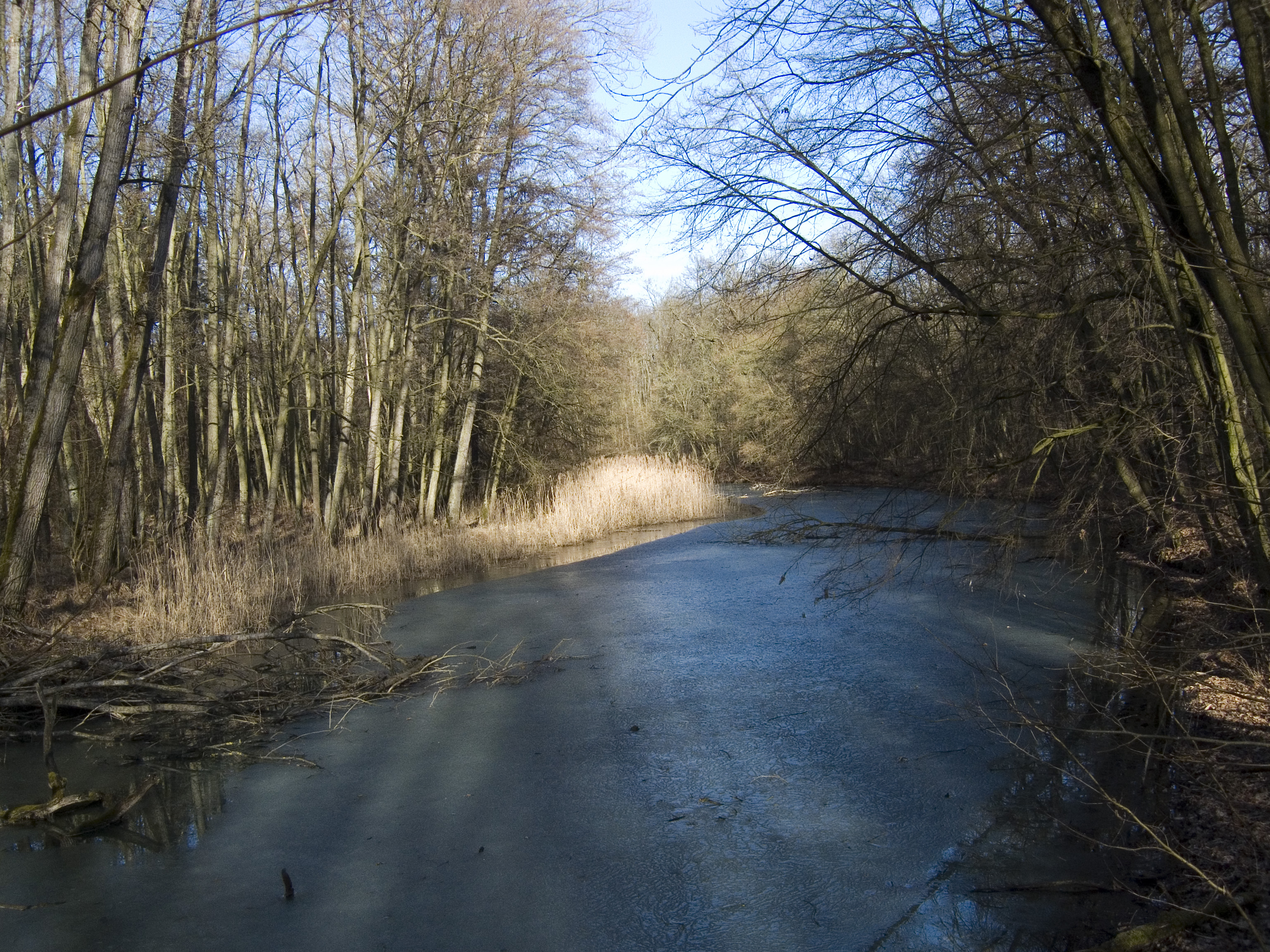
Pohled na řeku, zima 2012
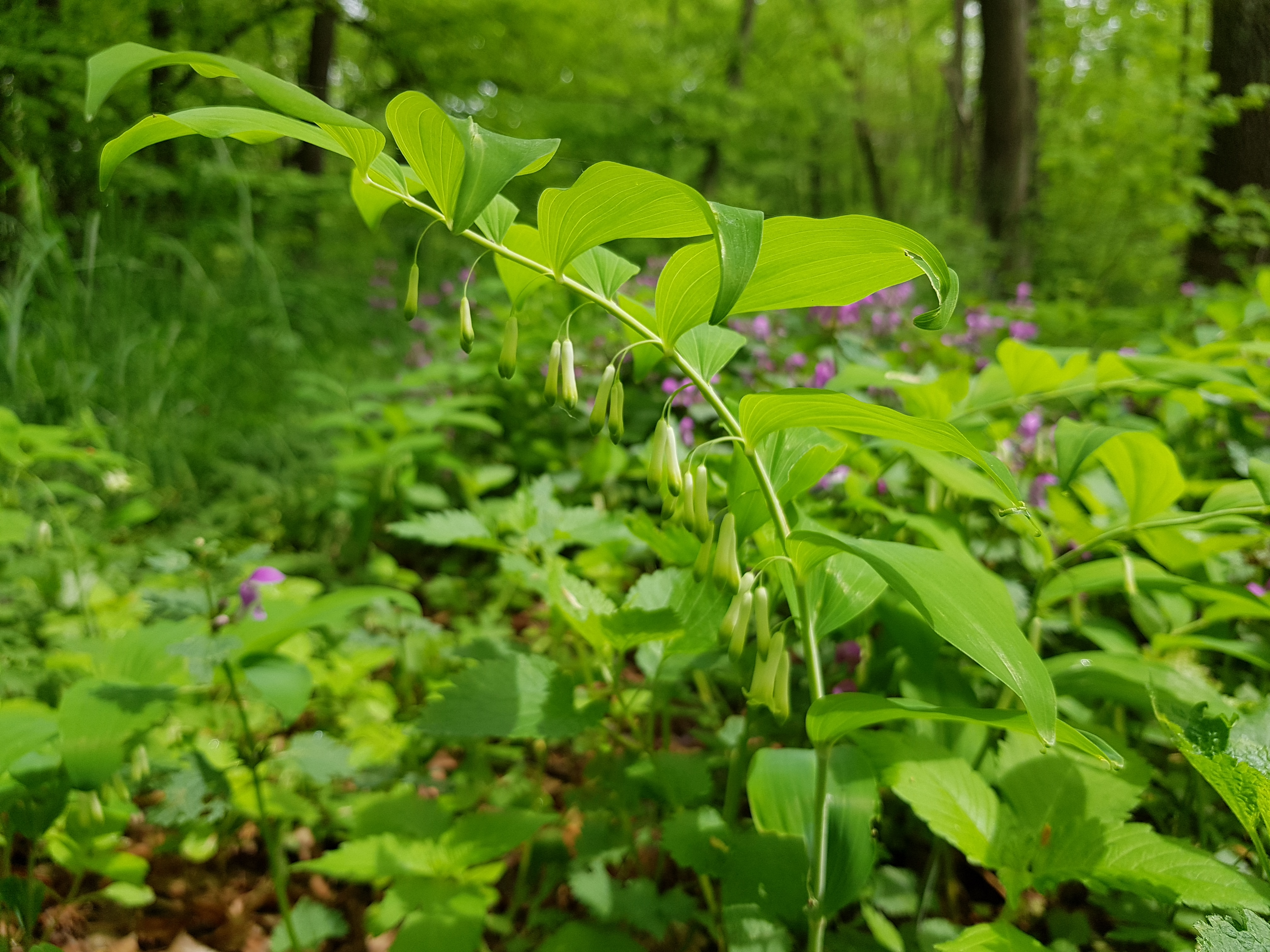
Kokořík vonný
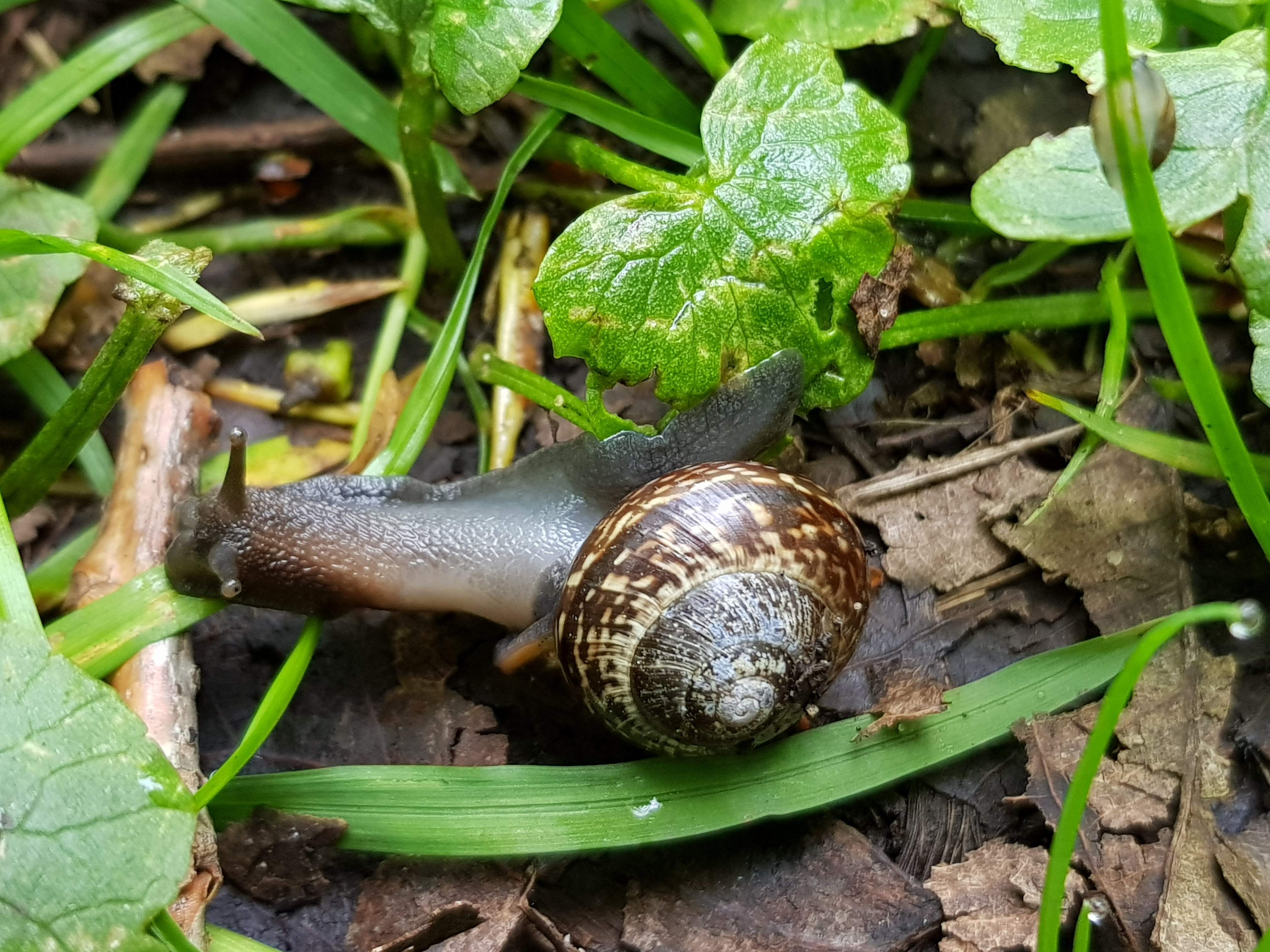
Jeden ze zástupců fauny plžů
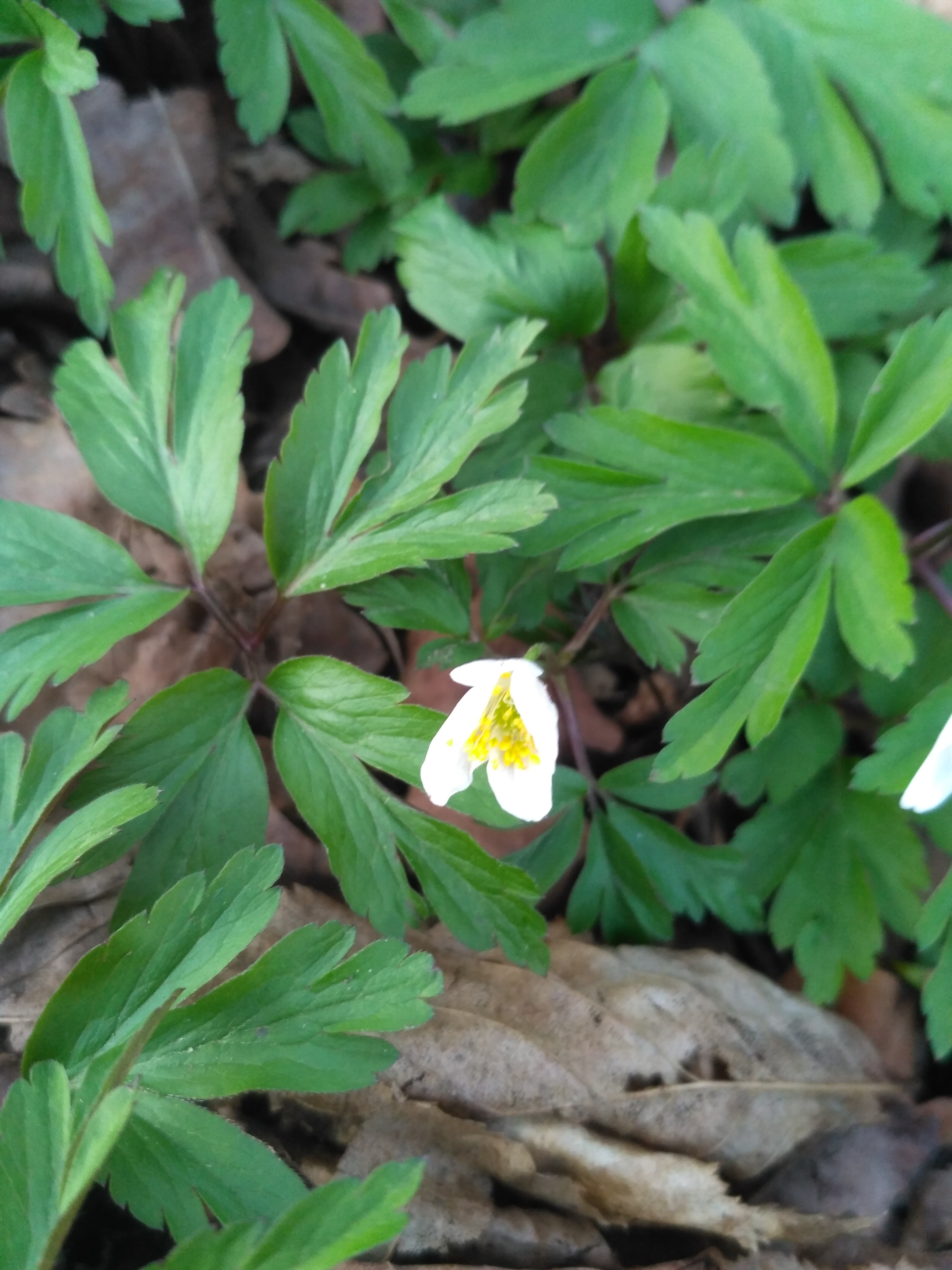
Sasanka hajní (Anemone nemorosa), prvek jarní květeny lužního lesa